# 마리중학교
마리중학교는 경상남도 거창군에 있었던 공립 중학교이다.

## 학교 연혁
- 1971.12.27. 마리중학교 설립인가(전체 9학급)
- 1972.03.04. 마리중학교 개교(3학급)
- 1976.02.20. 전체 12학급 학칙변경
- 1982.02.17. 전체 9학급 학칙변경
- 1988.02.26. 전체 6학급 학칙변경
- 1995.02.26. 전체 4학급 학칙변경
- 1996.02.07. 전체 3학급 학칙변경
- 2010.02.08. 특수학급 신설 인가
- 2013.02.28. 특수학급 폐지
- 2012.09.01. 24대 허덕수 교장 부임
- 2015.02.13. 제41회 졸업(6명, 총3,751명)
- 2015.03.02. 2015학년도 입학식(신입생 7명)
- 2016.02.29. 폐교 및 기숙형 중학교 거창덕유중학교로 통폐합[1], 44년만에 폐업

## 폐교 이후
폐교 이후, 마리중학교 부지에는 특수학교인 거창나래학교가 2019년에 개교하였다.

## 참고 자료
- 마리중학교 - 한국교육학술정보원 학교알리미